# Sprogøre
Sprogøre, sprogtalent eller sprognemme betegner specielt gode anlæg for at tilegne sig talesprog. Man kan således "have sprogøre".